# Edmond De Schampheleer
Edmond De Schampheleer, né à Bruxelles le 21 juillet 1824 et mort à Molenbeek-Saint-Jean le 12 mars 1899, est un peintre paysagiste et un graveur réaliste belge.

## Biographie

### Famille et Formation
Né à Bruxelles le 21 juillet 1824, Edmond (Edmondus Lucas Julianus) De Schampheleer est le fils de Maximilien De Schampheleer, natif en 1789 de Waesmunster et mort en 1833, rentier à la rue de Jéricho, et de Marie Josèphe Baclé, native en 1799 de Bruxelles, mariés en 1820.
Après une formation auprès d'Eugène de Block à l'Académie royale des beaux-arts d'Anvers, Edmond De Schampheleer se profile comme peintre paysagiste. Il effectue un assez long séjour en Italie, puis se rend en Allemagne afin de parfaire sa formation. À Munich, il s'attire les faveurs du roi Louis Ier de Bavière.

### Carrière
Son séjour au royaumé de Bavière marque le commencement de la carrière de Edmond De Schampheleer. Ses œuvres sont favorablement appréciées et achetées. Il revient ensuite à Bruxelles où il se fixe définitivement, en 1855, il réside Montagne de la Cour.
Selon l'historien de l'art Louis Alvin, Edmond De Schampheleer appartient, en 1860, à une génération d'artistes entrée, depuis quelque temps dans une voie nouvelle, ouverte d'abord par Jan Baptiste de Jonghe, puis perpétuée par Théodore Fourmois, dont De Schampheleer poursuit la lignée, en se présentant également comme un réaliste convaincu dans la représentation objective du paysage, considéré d'un point de vue pictural intéressant. Son réalisme s'appuie également les principes des peintres paysagistes français de l'École de Barbizon. Cette conception implique des séances intensives de peinture en plein air, dans lesquelles les études en plein air servaient de matériau de base pour les peintures à l'huile à plus grande échelle créées en atelier.
Comme la plupart des peintres paysagistes, Edmond De Schampheleer entreprend plusieurs voyages qui lui fournissent une large gamme de motifs : Bavière (Munich), Pays-Bas, France, etc. À Barbizon, il noue des contacts avec les paysagistes qui y travaillent. Selon certains titres d'ouvrages, il peint également à Oosterbeek en Gueldre. Cette région pittoresque est presque l'équivalent hollandais de Barbizon : de nombreux peintres paysagistes venaient également travailler et s'y rencontrer. Ce lieu développe sa vision basée sur la peinture paysagère hollandaise du XVIIe siècle. Il aime également peindre dans les paysages préservés des landes des environs de Genk, tout comme Théodore Baron, Théodore Fourmois, Alphonse Asselbergs et Franz Courtens. Ces artistes sont donc parfois regroupés collectivement sous l'appellation d'École de Genk.

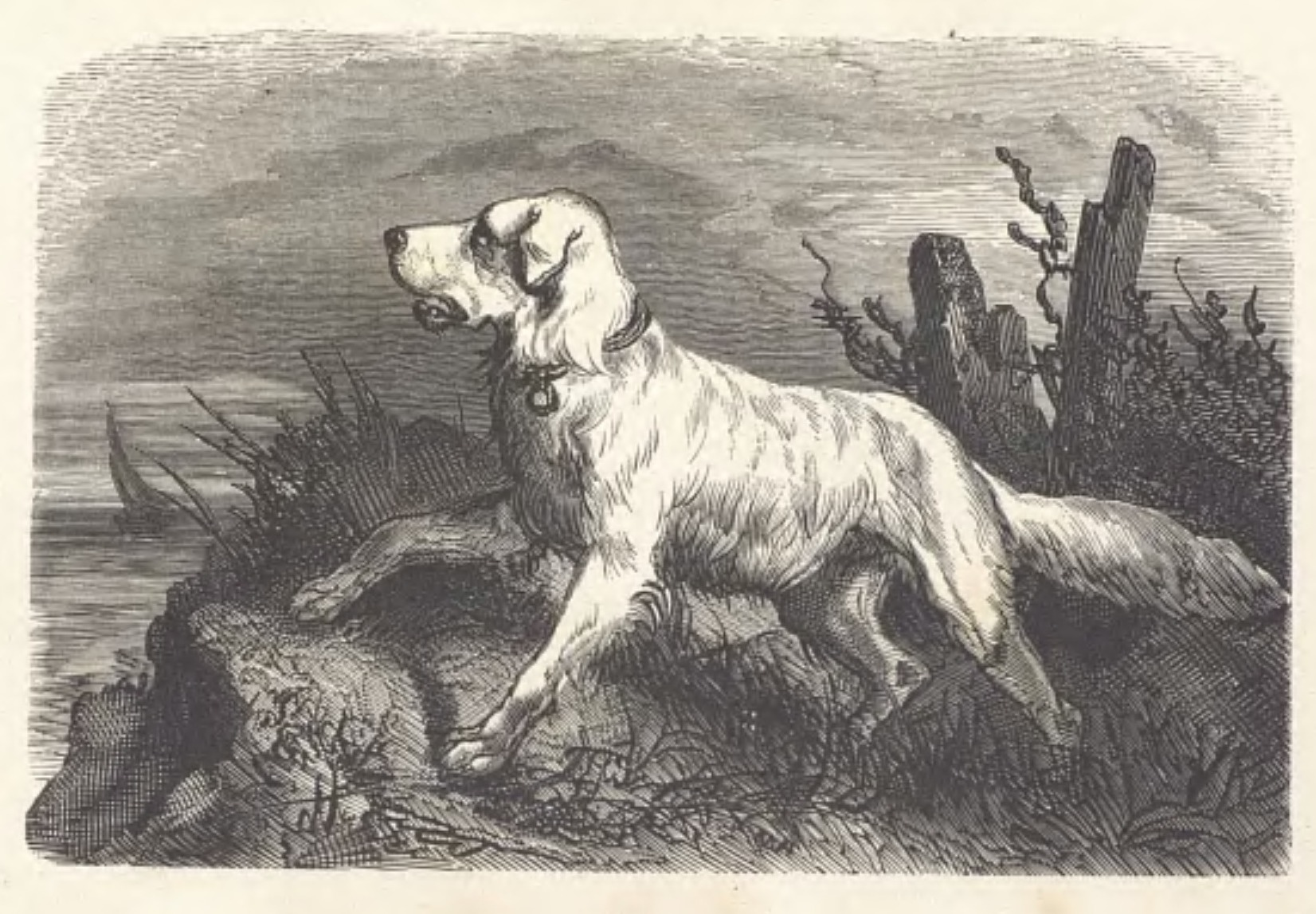
Contes brabançons de Charles De Coster, illustration de Edmond De Schampheleer (1861).

Concernant ses relations avec d'autres artistes, il est amicalement lié au peintre paysagiste et animalier Edmond De Pratere et devient professeur des peintres Clémence Van den Broeck et Euphrosine Beernaert. L'œuvre de Louis Pulinckx est stylistiquement étroitement apparentée à celle de Edmond De Schampheleer.
Avec Charles de Groux, Henri Joseph Duwée, Félicien Rops, Camille Van Camp et Otto von Thoren, il illustre Les Contes Brabançons de Charles De Coster (gravures sur bois de William Brown) en 1861. Il est aussi l'un des illustrateurs de la première édition de La Légende d'Ulenspiegel du même écrivain, parue en 1867.
Devenu presque aveugle après une opération chirurgicale en 1897, Edmond De Schampheleer meurt, à l'âge de 74 ans, en son domicile boulevard Baudouin no 36 à Molenbeek-Saint-Jean, le 12 mars 1899.

## Œuvres

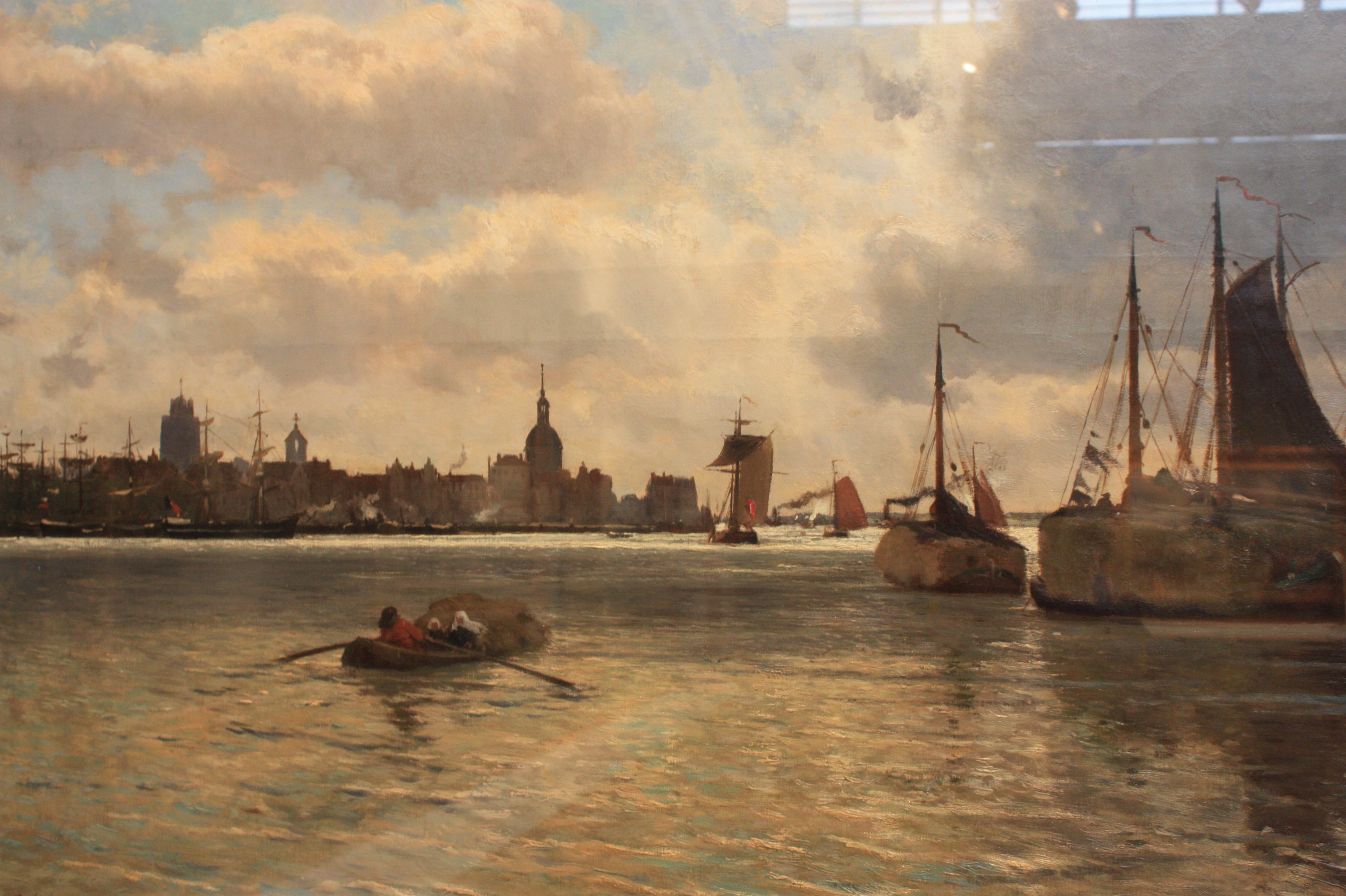
Dordrecht, 1873

Pour la promotion de son œuvre, Edmond De Schampheleer, comme la plupart de ses contemporains, dépend presque exclusivement du système des salons de groupe : les Salons triennaux de Gand, Bruxelles et Anvers, auxquels il commence à participer en 1851, ainsi que des nombreuses initiatives à plus petite échelle dans les villes de province. Au Salon de Bruxelles de 1866, il obtient l'une des onze médailles d'or.

### Expositions
Une recension de ses nombreuses œuvres exposées dans les salons témoigne de ses préférence dans le choix de ses motifs :
- Lac de Gosa, effet de soir, Styrie, Vallée de Ramsau, Haute-Bavière et Approche de l'orage dans les plaines de Haute-Bavière (Salon de Bruxelles de 1851)[5].
- Vue du lac Thum au Tyrol (Exposition des maîtres vivants 1852, Amsterdam).
- Souvenir de la vallée de Ramsau, Haute-Bavière (Salon d'Anvers, 1852)[7].
- Souvenir de la vallée de Ramsau (Haute-Bavière), La Moisson par un temps d'orage, environs de Bruxelles, Entrée de village en Dauphiné et Effet du matin en Campine (Salon de Bruxelles de 1854)[8].
- Le Matin, environs de Laeken et Le Soir, bords du Gard, (Salon d'Anvers, 1855)[3].
- La Moisson aux environs de Bruxelles et Souvenir des environs de Sassenage (Dauphiné) (Salon de Paris de 1855)[9].
- Les Rives d'une rivière en Flandre (Exposition des maîtres Vivants 1856, Amsterdam).
- Rentrée de la moisson dans le Brabant, Un Sentier dans les blés, Le Matin, paysage de Campine et Vue des environs de Grenoble (Salon de Bruxelles de 1857)[10].
- Une soirée au Dauphiné, Le Matin, Paysage dans le Limbourg et La Récolte dans le Brabant (Exposition des Maîtres Vivants 1857, La Haye).
- Le Glanage et Rentrée de la moisson, temps orageux, (Salon d'Anvers, 1858)[11].
- Paysage de la région bruxelloise au mois de juillet et Un paysage de Campine, par temps pluvieux (Exposition des Maîtres vivants 1859, La Haye).
- La Moisson, environs du Mont-Saint-Guibert, Fenaison, Un Chemin d'Uccle et Soirée d'été (Salon de Bruxelles de 1860)[4].
- Soirée d'été aux environs de Bruxelles et Fenaison en Flandre (Salon d'Anvers, 1861)[12].
- Fenaison en Flandre et Soirée d'été aux environs de Bruxelles (Salon de Paris de 1861)[9].
- Soirée d'été, environs de Bruxelles, Fenaison en Flandre et Retour de la moisson (Salon de Gand, XXV, 1862)[13].
- Midi, Après l'orage, Matinée d'automne et Environs de La Haye (Salon de Bruxelles de 1863)[14].
- Après l'orage (Salon de Paris de 1863)[9].
- Moisson, temps orageux, Bords de l'Escaut près de Tamise, Bords de la Senne et Environs de La Haye (Salon d'Anvers, 1864)[15].
- Bords de la Senne et Bords de l'Escaut, près d'Anvers (Salon de Paris de 1864)[9].
- Matinée d'automne et Prairies hollandaises (Salon de Paris de 1865)[9].
- Soirée d'été à Tielrode et Soirée d'automne à Oosterbeek (Bruges, 1866).
- Bords de la Dyle à Bousval et Soirée d'été, souvenir de Thielrode Salon de Paris de 1866[16].
- Soirée d'automne, bords du Gain, près d'Amsterdam, Lac d'Abscoude, près d'Amsterdam et Giboulée de juin, environs de Gand (Salon de Bruxelles de 1866)[17].
- Bords de l'Orneux et Bords du Rhin près d'Arnheim (Salon de Paris de 1867)[9].
- Bords du Rhin, près d'Arnhem, Souvenir du Zuiderzee, Prairies d'Oosterbeek, Gueldre et Soirée d'été, Brabant (Salon d'Anvers, 1867)[18].
- Région bruxelloise (Étang de La Hulpe) vers la fin octobre et après la pluie (Exposition des Maîtres Vivants 1868, Amsterdam).
- Fin octobre, étang de La Hulpe, Environs de Furnes, Flandre occidentale et Moisson à La Hulpe (Salon de Gand, XXVII, 1868)[19].
- Fin d'octobre, étang de La Hulpe et Souvenir du Zuiderzee (Salon de Paris de 1868)[9].
- La Matinée d'octobre et Canal de Leyde (Salon de Bruxelles de 1869)[20].
- Le Rhin près d'Arnheim (Salon de Paris de 1869)[9].
- Entre Moerdyk et Dordrecht (Salon d'Anvers, 1870)[21].
- Soirée d'automne, environs de Dordrecht et Environs d'Amsterdam (Salon de Gand, XXVIII, 1871)[22].
- Marais de Loosdrecht et Marais de Vreeland (Salon de Bruxelles de 1872)[23].
- Nimègue et le Wahal (Salon d'Anvers, 1873)[24].
- Dunes de Domburg, île de Walcheren et Rives du Moerdijk (Salon de Gand, XXIX, 1874)[25].
- Le Vieux Rhin près de Gouda (Salon de Bruxelles de 1875)[26].
- Tamise, Escaut (Salon d'Anvers, 1876)[27].
- Dordrecht et Chemin de Lorsdrecht à Hilversum (Salon de Gand, XXX, 1877)[28].
- Chemin de Loosdrecht à Hilversum et Dordrecht et la Meuse (Pays-Bas) (Salon de Paris de 1877)[9].
- Marais de Loosdrecht (Salon de Bruxelles de 1878)[29].
- Salon de Berlin de 1878[30].
- Petite Digue de Tamise, près de Thielrode et Souvenirs de Gouda (Salon d'Anvers, 1879)[31].
- Canal abandonné, Hollande (Salon de Gand, XXXI 1880)[32].
- Inondation de l'Yser et de l'Yperlée et Un Barrage dans les polders (Hollande (Salon de Bruxelles de 1881)[33].
- Inondation de l’Yser et de l’Yperlée (1880) et Rives du Zuiderzée (Salon des artistes français, Paris, 1882)[9].
- L'Issel près de Kampen (Salon de Gand, XXXII 1883)[34].
- Lac d'Abconde (Hollande) (Salon de Bruxelles de 1884)[35].
- Île de Terschelling, Hollande septentrionale (Salon de Gand, XXXIII 1886)[36].
- Dordrecht (Salon de Bruxelles de 1887)[37].
- Les Marais de Nimègue (Salon d'Anvers, 1888)[38].
- Environs d'Amsterdam (Salon de Gand, XXXIV, 1889)[39].
- Rives du Zuiderzee et Matinée d'automne, Campine (Salon d'Anvers, 1891)[40].
- Matinée à Genk, Vieux Rhin près de Leyde et Marais, Limbourg (Salon de Gand, XXXV, 1892)[41].
- Matin d'automne Genk, Limbourg (Exposition universelle colombienne de Chicago, 1893).
- Exposition de Bordeaux de 1895.

### Musées
- Anvers, Musée royal des Beaux-Arts : Souvenir de Gouda (1878 ; acheté en 1879), Récolte, Souvenir du Zuiderzee (1867)[1].
- Bruxelles, Musées royaux des Beaux-Arts de Belgique : Vieux Canal de Gouda[1].
- Bruxelles, Musée d'Ixelles.
- Genk, Musée Emile Van Doren : Écluse à Genk (1887), Genk (1889) et Chaumière dans le Limbourg.
- Courtrai, Musée des Beaux-Arts : Quartier de Dordrecht.
- Liège, Musée des Beaux-Arts de Liège : Tempête - Région d'Amsterdam.
- Londres, Victoria and Albert Museum : Vue de Dordrecht et de la Meuse.
- Mons, Beaux-Arts Mons.
- Spa, Musée de la ville d'eaux.

### Réception critique
Lorsque Edmond De Schampheleer expose au Salon de Bruxelles de 1863, l'écrivain Camille Lemonnier écrit : 

« Monsieur De Schampheleer comprend la nature et, loin d'être un profane qui ne voit dans ce livre merveilleux, que des pages incohérentes, faites d'eau et de terre, d'ombre et de soleil, il discerne le sens du sublime mystère. […] Quelle poésie vraie dans le Midi. Comme l'on sent bien peser dans tout le paysage le souffle des heures brûlantes et que la lumière de ce soleil voilé baigne vaporeusement ces grands blés qui se déploient comme une nappe d'or pailletée de coquelicots. […] Le tableau Après l'orage fait un poignant contraste avec la sérénité du Midi. Les arbres sont tordus par d'âpres rafales, l'eau creuse des ornières dans le sol, les blés sont renversés. un groupe lugubre traverse le chemin. Deux hommes portent un cadavre : une femme les accompagne en sanglotant et des enfants s'accrochent aux jupes de la femme. Le vent a brisé l'arbre et l'homme est tombé avec l'arbre : voilà une famille sans le pain. »

### Galerie

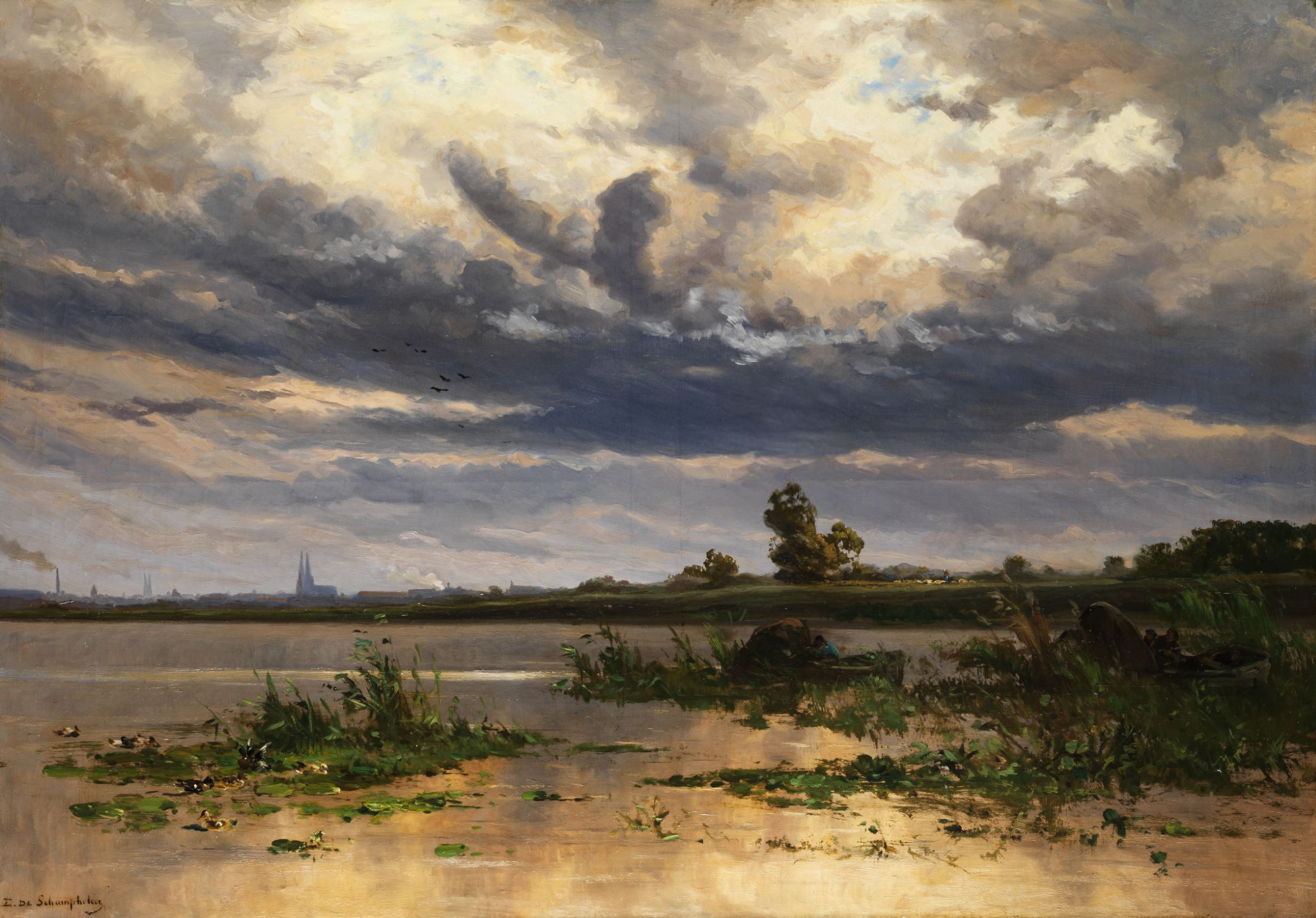
Paysage avec une rivière.
Fenaison.
Souvenir de Gouda (1878).
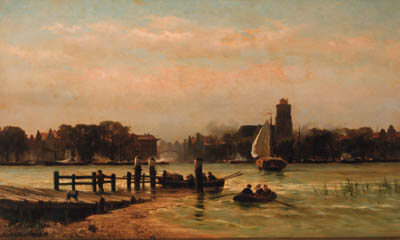
Voilier en Hollande (1883).

## Distinctions
- Chevalier de l'ordre de Léopold (9 novembre 1869)[43] ;
- Officier de l'ordre de Léopold (15 janvier 1883)[1] ;
- Grand-croix de l'ordre de Saint-Michel (Bavière)[23] ;
- Commandeur de l'ordre royal et distingué de Charles III d'Espagne[23].